# Neil Mochan
Neil Mochan (ur. 6 kwietnia 1927 w Larbert, zm. 28 sierpnia 1994 w Falkirk) – szkocki piłkarz występujący na pozycji napastnika.

## Kariera klubowa
Mochan treningi rozpoczął w amatorskim zespole Dunipace Thistle. W 1944 roku został zawodnikiem zespołu Morton ze Scottish Division A. W sezonie 1948/1949 spadł z nim do Division B, jednak w kolejnym awansował z powrotem do Division A, zostając przy okazji królem strzelców rozgrywek.
W 1951 roku przeszedł do angielskiego Middlesbrough z Division One. W lidze tej zadebiutował 18 sierpnia 1951 w wygranym 2:1 meczu z Tottenhamem, w którym strzelił gola. Po dwóch sezonach w Middlesbrough, odszedł do szkockiego Celtiku. W sezonie 1953/1954 zdobył z nim mistrzostwo oraz Puchar Szkocji, zaś w sezonach 1956/1957 oraz 1957/1958 – Puchar Ligi Szkockiej. Dwukrotnie osiągnął też finał Pucharu Szkocji (1954/1955, 1955/1956).
Następnie występował w Dundee United (Division One) oraz Raith Rovers (Division Two). W 1964 roku zakończył karierę.

## Kariera reprezentacyjna
W reprezentacji Szkocji Mochan wystąpił trzy razy. Zadebiutował w niej 19 maja 1954 w zremisowanym 1:1 towarzyskim meczu z Norwegią. W tym samym roku został powołany do kadry na mistrzostwa świata. Zagrał na nich w obu spotkaniach swojej drużyny: z Austrią (0:1) i Urugwajem (0:7), a Szkocja zakończyła turniej na fazie grupowej.